# 東方幻想麻雀
『東方幻想麻雀』（とうほうげんそうマージャン）は、日本のインディーゲームスタジオ・D.N.A.Softwaresが開発し、メディアスケープより発売された麻雀ゲームソフト。2020年1月30日にNintendo Switch版が発売、2024年9月19日にSteam版が発売されている。

## 概要
東方Projectのキャラクターによる4人または3人打ち麻雀ゲームである。登場するキャラクターは100人を超える。
キャラクターごとに能力が設定されており、それを駆使して戦う、いわゆる「イカサマ麻雀」である。ただし、能力使用には制限があったり、設定で能力を無効にすることもできる。
ステージによりドラや赤ドラの扱いが異なり、能力の有無も変わる。このゲームの特徴として一般的な五萬、五筒、五索だけでなく、他の牌も赤ドラになることがある。そのような赤ドラは、能力によって赤ドラになるものと、ステージの効果によって赤ドラになるものがある。
四人麻雀は東風戦と半荘戦、三人麻雀は東南戦（半荘戦）がプレイできる。

## 同シリーズの作品
D.N.A.Softwaresにより作成された同人作品は以下のとおり。
- 東方幻想麻雀 - 2009年
- 東方幻想麻雀 Revision2 - 2011年
- 東方幻想麻雀3 - 2013年
- 東方幻想麻雀4 - 2014年